# Nasonia
Nasonia é um gênero de pequenas vespas parasitoides da família Pteromalidae que põem ovos em pupas de vários insetos, como moscas (exemplo especial Calliphoridae, Muscidae, Tachinidae e Sarcophagidae)

, pulgões, lagartas, etc. Por serem parasitas de pragas agrícolas, vespas Nasonia são úteis como controle biológico.

## Características
Este gênero surgiu há menos de 10 000 anos e adquiriu genes de Poxvirus e Wolbachia.
Atualmente há quatro espécies descritas do gênero Nasonia: N. vitripennis, N. longicornis, N. giraulti e N. oneida.
Nasonia vitripennis (Walker, 1836) encontra-se por vários locais do planeta; N. giraulti é encontrado no leste da América do Norte e N. longicornis distribui-se pelo oeste da América do Norte.
Em 2010 a sequência do genoma de vespas Nasonia foi anunciado após trabalho de quatro anos por um consórcio internacional de grupos de pesquisa financiado pelo americano National Human Genome Research Institute.
Tal sequenciamento genômico possibilita futuro desenvolvimento de inseticida natural e talvez até para novos tratamentos medicinais.
Para isso, agora falta identificar os genes que determinam quais
insetos essas vespas atacam e quais seus diferentes venenos.